# Рипан Олег Павлович
Олег Павлович Рипан (28 липня 1972) — український футболіст, воротар. Головний тренер ФК Прикарпаття з 2021 року.

## Ігрова кар'єра
Вихованець івано-франківського футболу (тренер Богдан Дебенко). У вищій лізі чемпіонату України дебютував 10 вересня 1994 року в складі «Прикарпаття», вийшовши на заміну за 12 хвилин до закінчення матчу проти «Евіс» (3:0). За івано-франківську команду виступав з 1993 по 1996 рік.
У 1996 році перейшов в ростовський «Ростсельмаш». Дебют у вищій лізі чемпіонату Росії — 7 серпня 1996 року в матчі проти «Зеніту» (2:0). Всього в чемпіонаті Росії провів 11 поєдинків за ростовську команду і один за «Динамо» (Ставрополь) (перша ліга, 1999 рік).
З 2000 року виступав за українські клуби нижчих ліг «Кремінь», «Прикарпаття», «Чорногора», «Миколаїв», «Техно-Центр», «Поділля» і «Енергетик». Недовге повернення до вищої ліги відбулося в 2001 році коли Рипан став гравцем полтавської «Ворскли», де за два роки зіграв всього 5 матчів і відзначився пропущеним з 40 метрів голом від «Кривбас».
У 2011—2012 роках грав у аматорських командах Івано-Франківської області.

## Тренерська кар'єра
У 2008 році тренував воротарів команди вищого дивізіону чемпіонату Молдавії «ЦСКА-Рапід».
З 7 травня 2021 року , вступив на пост в.о. головного тренера ФК Прикарпаття , яке згодом після початку вторгнення рф , скорегувало назву на Прикарпаття ЗСУ , такі зміни відбулися у звʼязку з присягою футболістів та тренерів команди на вірність народові України.